# Diadema (Brasil)
Diadema es un municipio del Estado de São Paulo en la República Federativa del Brasil. Está localizada en la región industrial denominada ABC, dentro del Gran São Paulo, a 17 km del centro de esa ciudad.
Inicialmente parte de São Bernardo do Campo, Diadema se convirtió en una ciudad independiente en 1959. Con 77 establecimientos de salud, su principal fuente de ingresos es el sector servicios, siendo la industria y el comercio como actividades económicas importantes. El municipio también tiene una importante tradición cultural, que va desde el turismo hasta el deporte. Diadema sigue siendo sede de varios eventos anuales, además de contar con algunas atracciones turísticas, como el Jardín de Mariposas, el Jardín Botánico, el Museo de Arte Popular y el Observatorio Astronómico. La ciudad tiene una superficie de 30,65 kilómetros cuadrados y una población de 386.039. Enteramente urbanizada, la temperatura media anual en la ciudad es de 19,6 °C. Su IDH es 0,790.
La ciudad tiene dos equipos en el fútbol profesional: Água Santa y Diadema.

## Ciudades hermanadas
- Santiago de Cuba, Cuba.